# Bibliografia lui Frank Herbert

### Ficțiune

#### SeriaDune
1. Dune: Serializare: Analog, decembrie 1963 - februarie 1964 (partea I, ca "Lumea Dunei") și ianuarie - mai 1965 (Părțile a II-a și a III-a, ca "Profetul Dunei"). Prima ediție: Philadelphia: Chilton Books, 1965.

ro. Dune - editura Nemira 1992, 1993, 1994, 2003 și 2005, traducere Ion Doru Brana
ro. Dune. Mântuitorul Dunei - editura Nemira 1998, traducere Ion Doru Brana
ro. Dune - editura Adevărul, 2009, traducere Ion Doru Brana
1. Dune Messiah: Serializare: Galaxy, iulie - noiembrie 1969. Prima ediție: New York: G.P. Putnam's Sons, 1970.

ro. Mântuitorul Dunei - editura Nemira 1993, 2003 și 2005, traducere Ion Doru Brana
ro. Dune. Mântuitorul Dunei - editura Nemira 1998, traducere Ion Doru Brana
1. Children of Dune: Serializare: Analog, ianuarie - aprilie 1976, "Children of Dune". Prima ediție: New York: G.P. Putnam's Sons, 1976.

ro. Copiii Dunei - editura Nemira 1994, 2003 și 2005, traducere Ion Doru Brana
1. God Emperor of Dune, New York: G.P. Putnam's Sons, 1981.

ro. Împăratul-Zeu al Dunei - editura Nemira 1994, 2003 și 2005, traducere Ion Doru Brana
1. Heretics of Dune, New York: G.P. Putnam's Sons, 1984.

ro. Ereticii Dunei - editura Nemira 1995, 2003 și 2005, traducere Ion Doru Brana
1. Chapterhouse: Dune, New York: G.P. Putnam's Sons, 1985.

ro. Canonicatul Dunei - editura Nemira 1996, 2003 și 2005, traducere Ion Doru Brana

#### Romanele WorShip
1. Destination: Void: Serializare: Galaxy, august 1965, ca "Do I Wake or Dream?" Prima ediție: New York: Berkeley, 1966 revizuită în 1978.
2. The Jesus Incident (cu Bill Ransom): Serializare: Analog, februarie 1979.

ro. Pandora Incidentul Iisus - editura Nemira 1995 și 2006, traducere Emilian Bazac
1. The Lazarus Effect (cu Bill Ransom), New York: G.P. Putnam's Sons, 1983.

ro. Pandora Efectul Lazăr - editura Nemira 1995 și 2006, traducere Emilian Bazac
1. The Ascension Factor (cu Bill Ransom), New York: G.P. Putnam's Sons, 1988.

ro. Pandora Factorul Înălțare - editura Nemira 1996 și 2006, traducere Emilian Bazac

#### Romanele Co-simțirii (ciclul Sabotorilor)
1. Whipping Star: Serializare: Worlds of If, ianuarie - aprilie 1970. Prima ediție: New York: G.P. Putnam's Sons, 1970.

ro. Steaua și biciul - editura Loreley 1994
1. The Dosadi Experiment: Serializare: Galaxy, mai - august 1977 "The Dosadi Experiment". Prima ediție: New York: G.P. Putnam's Sons, 1977.

ro. Experimentul Dosadi - editura Baricada 1993

#### Alte romane
- The Dragon in the Sea: Serializare: Astounding, noiembrie 1955 - ianuarie 1956. Prima ediție: New York: Doubleday, 1956. Cunoscută și ca Under Pressure sau 21st Century Sub,
- The Green Brain: Serializare: Amazing, martie 1965, sub titlul "Greenslaves". Prima ediție: New York: Ace, 1966.
- The Eyes of Heisenberg: Serializare: Galaxy, iunie - august 1966, ca "Heisenberg's Eyes". Prima ediție: New York: Berkeley, 1966.
- The Heaven Makers: Serializare: Amazing, aprilie - iunie 1967. Prima ediție: New York: Avon, 1968
- The Santaroga Barrier: Serializare: Amazing, octombrie 1967 - februarie 1968. Prima ediție: New York: Berkeley, 1968
- Soul Catcher, New York: G.P. Putnam's Sons, 1972.
- The Godmakers: Serializare: "You Take the High Road", Astounding, mai 1958, "Missing Link", Astounding, februarie 1959, "Operation Haystack", Astounding, mai 1959 și "The Priests of Psi" Fantastic, februarie 1960. Prima ediție: New York: G.P. Putnam's Sons, 1972.
- Hellstrom's Hive: Serializare: Galaxy, noiembrie 1972 - martie 1973, "Project 40". Prima ediție: New York: Doubleday, 1973.
- Direct Descent: Serializare: Astounding, decembrie 1954, "Packrat Planet". Prima ediție: New York: Ace Books, 1980.
- The White Plague, New York: G.P. Putnam's Sons, 1982.

ro. Ciuma albă - editura Uranus 1994
- Man of Two Worlds (cu Brian Herbert), New York: G.P. Putnam's Sons, 1986.

#### Culegeri de povestiri
- The Worlds of Frank Herbert, London: New English Library, 1970.
- The Book of Frank Herbert, New York: DAW Books, 1973.
- The Best of Frank Herbert, London: Sidgwick & Jackson, 1975.
- The Priests of Psi, London: Gollancz Ltd, 1980.
- Eye (ilustrații Jim Burns), New York: Berkeley, 1985.

#### Povestiri
- "Survival of the Cunning," Esquire, martie 1945.
- "Yellow Fire", Alaska Life (Alaska Territorial Magazine), iunie 1947.
- "Looking for Something?" Startling Stories, aprilie 1952.
- "Operation Syndrome," Astounding, iunie 1954, precum și în Best Science Fiction Stories and Novels a lui T.E. Dikty, seria 1955
- "The Gone Dogs", Amazing, noiembrie 1954.
- "Packrat Planet", Astounding, decembrie 1954.
- "Rat Race", Astounding, iulie 1955.
- "Occupation Force", Fantastic, august 1955.
  - „Forțele de ocupație”, CPSF #477, pag. 6, traducere de Cristina Vasiliu
- "The Nothing", Fantastic Universe, ianuarie 1956.
- "Cease Fire", Astounding, ianuarie 1956.
- "Old Rambling House", Galaxy, aprilie 1958.
- "You Take the High Road", Astounding, mai 1958.
- "A Matter of Traces", Fantastic Universe, noiembrie 1958.
- "Missing Link", Astounding, februarie 1959, precum și în Author's Choice, ed. Harry Harrison, New York: Berkeley, 1968.
- "Operation Haystack", Astounding, mai 1959.
- "The Priests of Psi", Fantastic, februarie 1960.
- "Egg and Ashes", Worlds of If, noiembrie 1960.
- "A-W-F Unlimited", Galaxy, iunie 1961.
- "Try to Remember", Amazing, octombrie 1961.
- "Mating Call", Galaxy, octombrie 1961.
- "Mindfield", Amazing, martie 1962.
- "The Mary Celeste Move", Analog, octombrie 1964.
- "The Tactful Saboteur", Galaxy, octombrie 1964.
- "Greenslaves", Amazing, martie 1965.
- "Committee of the Whole", Galaxy, aprilie 1965.
- "The GM Effect", Analog, iunie 1965.
- "Do I Wake or Dream?" Galaxy, august 1965.
- "The Primitives", Galaxy, aprilie 1966.
- "Escape Felicity", Analog, iunie 1966.
- "By the Book", Analog, august 1966.
- "The Featherbedders", Analog, august 1967.
- "The Mind Bomb" (cunoscută și ca "The Being Machine"), Worlds of If, octombrie 1969.
- "Seed Stock", Analog, aprilie 1970.
- "Murder Will In", The Magazine of Fantasy and Science Fiction, mai 1970.
- "Project 40", Galaxy, noiembrie 1972 - martie 1973, precum și în Five Fates, New York: Doubleday, 1970.
- "Encounter in a Lonely Place", The Book of Frank Herbert, New York: DAW Books, 1973.
- "Gambling Device", The Book of Frank Herbert New York, DAW Books, 1973.
- "Passage for Piano", The Book of Frank Herbert New York, DAW Books, 1973.
- "The Death of a City", Future City, ed. Roger Elwood. Trident Press: New York, 1973.
- "Come to the Party" cu F. M. Busby, Analog, decembrie 1978.
- "Songs of a Sentient Flute", Analog, februarie 1979.
- "Frogs and Scientists", Destinies, Ace Books, august–septembrie 1979.
- "Feathered Pigs", Destinies, Ace Books, octombrie–decembrie 1979.
- "The Road to Dune", Eye, New York: Berkeley 1985.

### Non-ficțiune

#### Cărți de non-ficțiune
- New World or No World (editor), New York: Ace Books, 1970.
- Threshold: The Blue Angels Experience, New York: Ballantine, 1973. Însoțitor al documentariului omonim despre echipa de zbor Blue Angels.
- Without Me, You're Nothing (cu Max Barnard), New York: Pocket Books, 1981.

#### Eseuri și introduceri
- Introduction to Saving Worlds de Roger Elwood și Virginia Kidd. New York: Doubleday, 1973. Reeditat de Bantam Books cu titlul The Wounded Planet.
- "Introduction: Tomorrow's Alternatives?" în Frontiers 1: Tomorrow's Alternatives, ed. Roger Elwood. New York: Macmillan, 1973.
- Introduction to Tomorrow and Tomorrow and Tomorrow. Heitz, Herbert, Joor McGee. New York: Holt, Rinehart and Winston, 1973.
- "Listening to the Left Hand Arhivat în 24 martie 2009, la Wayback Machine.", Harper's Magazine, decembrie 1973, pp. 92-100.
- "Science Fiction and a World Crisis" în Science Fiction: Today and Tomorrow, ed. Reginald Bretnor. New York: Harper and Row, 1974.
- "Men on Other Planets", The Craft of Science Fiction, ed. Reginald Bretnor. New York: Harper and Row, 1976.
- "The Sky is Going to Fall", în Seriatim: The Journal of Ecotopia, No. 2, primăvara 1977, pp. 88-89 (un articol puțin diferit a apărut în The San Francisco Examiner coloana "Overview", 4 iulie 1976.)
- "The ConSentiency and How it Got That Way", Galaxy, mai 1977 (poate fi considerat o ficțiune)
- "Dune Genesis Arhivat în 16 iunie 2008, la Wayback Machine.", Omni, iulie 1980.

##### Articole jurnalistice semnificative
- "Flying Saucers: Fact or Farce?", San Francisco Sunday Examiner & Chronicle, supliment, 20 octombrie 1963.
- "2068 A.D.", San Francisco Sunday Examiner & Chronicle, secțiunea California Living, 28 iulie 1968.
- "We're Losing the Smog War" (partea 1), San Francisco Sunday Examiner & Chronicle, secțiunea California Living, 1 decembrie 1968.
- "Lying to Ourselves About Air" (partea a 2-a), San Francisco Sunday Examiner & Chronicle, secțiunea California Living, 8 decembrie 1968.
- "You Can Go Home Again", San Francisco Sunday Examiner & Chronicle, secțiunea California Living, 29 martie 1970 (face referire la anumite experiențe din copilăria petrecută de Herbert în nordvest)

### Alte apariții

#### Poezie
- "Carthage: Reflections of a Martian", Mars, We Love You, ed. Jane Hipolito and Willis E. McNelly. New York: Doubleday, 1971.

#### Înregistrări audio
- Sandworms of Dune, New York: Caedmon Records, 1978.
- Dune: The Banquet Scene, New York: Caedmon Records, 1979.
- The Battles of Dune, New York: Caedmon Records, 1979.
- The Truths of Dune "Fear is the Mindkiller", New York: Caedmon Records, 1979.

#### Interviuri
- Interviuri cu Frank Herbert, 1973, 1977.
- Interviul Plowboy cu Frank Herbert, The Mother Earth News, mai 1981.
- Interviul lui Willis E. McNelly cu Frank Herbert, februarie 1969.